# Bruno Pontecorvo
Bruno Pontecorvo (Marina di Pisa, 22 de agosto de 1913 — Dubna, 25 de setembro de 1993) foi um físico italiano, autor de numerosos estudos da física de partículas de alta energia, especialmente os neutrinos. Foi assistente precoce de Enrico Fermi. Nasceu na Toscana em uma próspera família judaica. De um família de oito irmãos, é irmão do cineasta Gillo Pontecorvo e do geneticista Guido Pontecorvo.

## Carreira
Com apenas dezoito anos foi admitido no "Curso de Física" mantido por Enrico Fermi na Universidade de Roma "La Sapienza". Tornou-se um dos assistentes mais próximos de Fermi (e o mais novo) e um dos rapazes chamados de "Via Panisperna" (porque o grupo de cientistas de Fermi era chamado, depois do nome, pela rua onde ficava o laboratório). Em 1934 contribuiu para a famosa experiência de Fermi, demonstrando as propriedades dos nêutrons lentos que levaram à descoberta da fissão nuclear.
Em 1936 foi para Paris trabalhar no laboratório de Irène e Frédéric Joliot-Curie, nos efeitos das colisões de nêutrons com prótons e na transição eletromagnética entre isômeros. Durante este período foi influenciado pelas idéias do socialismo, a que ele permaneceu leal por toda a vida
Pontecorvo não pôde retornar a Itália por causa da discriminação racial do regime fascista contra os judeus. Ele permaneceu em Paris até que os nazistas entraram na cidade. Então, fugiu com sua família para a Espanha e pouco depois para os Estados Unidos, onde conseguiu um emprego em uma companhia de petróleo em Tulsa, Oklahoma. Nos Estados Unidos ele não foi convidado a participar no Projeto Manhattan para a construção da bomba atômica, provavelmente por sua opinião socialista.
Em 1943 foi convidado a participar do "Chalk River Laboratories" no Canadá, onde se concentrou em raios cósmicos, neutrinos e no decaimento dos múons.
Em 1948, depois de obter a cidadania britânica, ele foi convidado por John Cockcroft para contribuir para o projeto britânico da bomba atômica na AERE Harwell, onde participou da "Divisão de Física Nuclear".
Em 1950 foi indicado para a cadeira de física na Universidade de Liverpool, que assentou em janeiro de 1951. Entretanto, em 31 de agosto de 1950, no meio de um feriado na Itália, ele saiu repentinamente de Roma para Estocolmo com sua esposa e os três filhos, sem informar os parentes e amigos. No dia seguinte ele foi auxiliado, por agentes soviéticos, a entrar na União Soviética pela Finlândia. Seu repentino desaparecimento causou muito interesse dos serviços de inteligência ocidentais, especialmente os da Grã-Bretanha e Estados Unidos, preocupados com o vazamento de segredos nucleares à União Soviética. Mas Pontecorvo tinha acesso limitado “aos assuntos secretos” e mesmo depois, não houve confirmação das acusações feitas contra ele de espionagem ou de transferência de segredos para os soviéticos.
Na URSS Pontecorvo foi recebido com honra e foram-lhe dados privilégios reservados somente a poucos soviéticos. Ele trabalhou até à sua morte no atual Instituto Central de Investigações Nucleares (JINR na sigla em inglês) em Dubna, concentrando-se inteiramente nos estudos teóricos de partículas da alta energia e continuando sua pesquisa sobre neutrinos e no decaimento dos múons.
Em 1955 apareceu em público ao mundo, numa conferência de imprensa, onde explicou os motivos que o levaram a trabalhar na URSS. Pontecorvo, por muitos anos, não saiu da União Soviética. Apenas em 1978 fez uma viagem para a Itália.

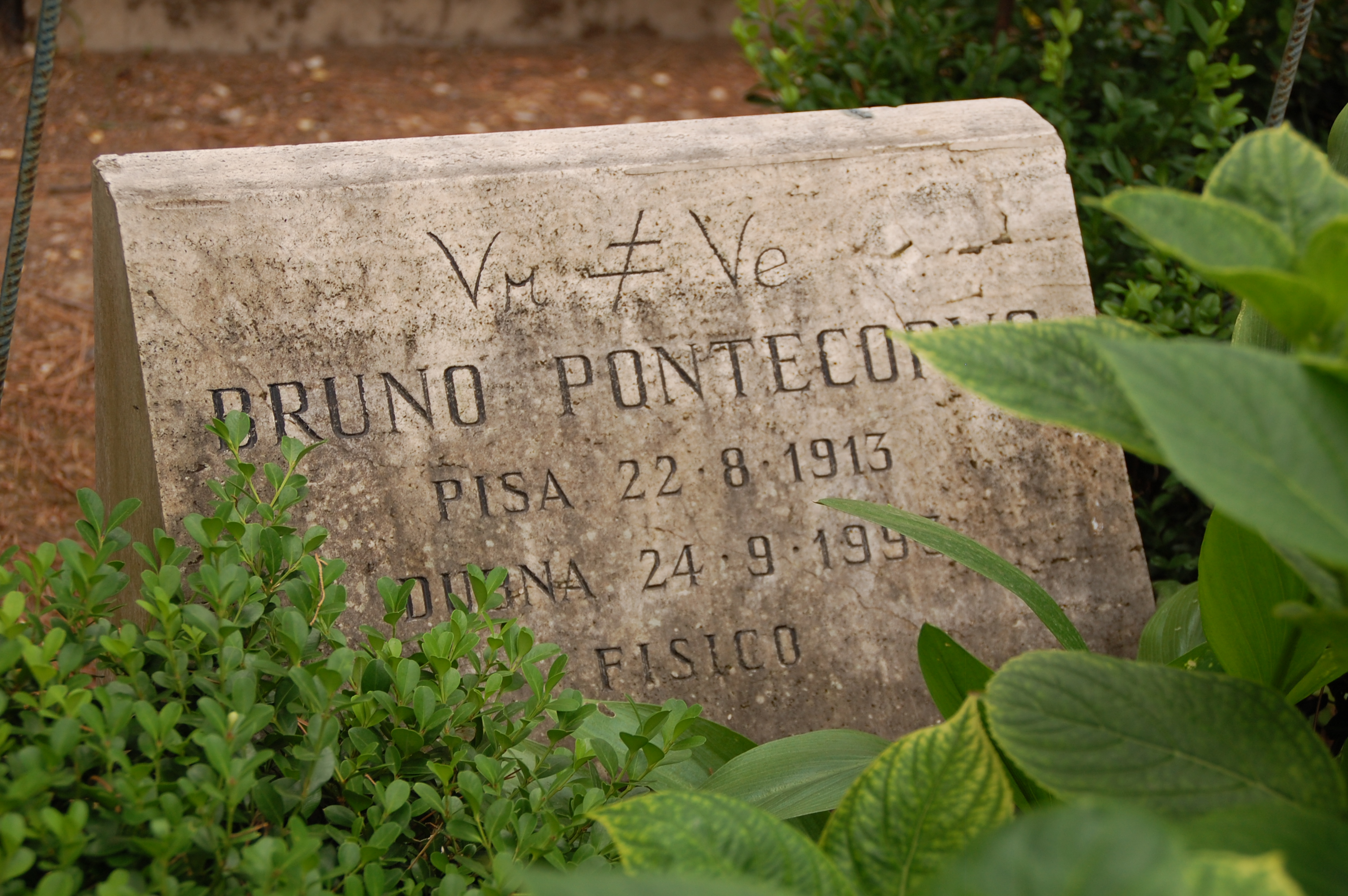
Sepultura de Bruno Pontecorvo no Cemitério Protestante em Roma

Morreu em Dubna em 1993, sofrendo Mal de Parkinson. Está enterrado no Cemitério Protestante em Roma.

## Trabalhos científicos
O trabalho científico de Bruno Pontecorvo é repleto de intuições formidáveis, algumas consideradas importantes marcos na física moderna. Entre essas contribuições se destacam: a intuição de como detectar os antineutrinos gerados em reatores nucleares (metodologia usada por Frederick Reines, que ganhou por isso o Prémio Nobel em 1995); a predição que os neutrinos associados com os elétrons são diferentes dos associados com os múons (pela verificação experimental o Prémio Nobel foi concedido a Jack Steinberger, a Leon Max Lederman e a Melvin Schwartz em 1988); a ideia de que um neutrino pode converter-se em um outro tipo de neutrino, um fenômeno conhecido como oscilação de neutrinos. Esta última ideia foi proposta em 1957 e desenvolvida nos anos subsequentes por Pontecorvo até 1967, quando foi dada a forma moderna. Este fenômeno foi visto primeiro com os neutrinos solares em 1968 e posteriormente com diversas outras experiências, sendo finalmente feita um observação direta pelo experimento "OPERA" (Oscillation Project with Emulsion-tRacking Apparatus) a detecção de neutrinos tau ocorrendo em um feixe de neutrinos múon.

## Prémios e legado
Em reconhecimento à sua pesquisa foram-lhe concedidos os seguintes prémios:
- Prémio Carnegie-Curie (1940);
- Prémio do Estado da URSS (1953) (posteriormente renomeado para "Prémio Stalin");
- membro da Academia de Ciências da URSS (1958);
- Ordem da Bandeira Vermelha do Trabalho (1958), (1962) e (1975);
- Prémio Lenin (1963);
- Ordem de Lenin (1963) e (1973);
- Ordem da Revolução de Outubro (1983); entre outros prémios e medalhas.

Em 1995, em reconhecimento aos seus méritos científicos, o "Prémio Pontecorvo" foi instituído pelo "Joint Institute for Nuclear Research". O prémio, concedido anualmente a um cientista, reconhece "As mais significativas investigações na Física de partículas elementares", reconhecido pela comunidade cientifica internacional.
Apesar da reconhecimento universal, Pontecorvo não foi galardoado com um Prémio Nobel (prémio concedido a Masatoshi Koshiba e Raymond Davis Jr. em 2002).